# Necunoscuta (film)
Necunoscuta (2006, La Sconosciuta) este un film artistic regizat de Giuseppe Tornatore. Filmul este un thriller psihologicc ce redă povestea unei femei ce locuiește într-o țară străină și care este urmărită de trecutul său sordid în timp ce aceasta se află în căutarea fiicei sale dispărute.

## Sinopsis
Irena Kseniya Rappoport, o prostituată ucraineană aflată pe drumuri, își găsește o slujbă de femeie de serviciu într-o clădire cu apartamente, dorind să ajungă să lucreze pentru o familie ce locuiește în acel bloc. Se împrietenește cu Gina (Piera Degli Esposti), bona copilului angajată de familia respectivă, care locuiește în același apartament cu aceștia.
La un moment dat, bona rămâne invalidă din cauza unei căzături provocate de Irena, dar care în aparență este accidentale, iar Irena este angajată în locul Ginei. Prin intermediul flashback-urilor, spectatorul află că Irena fusese abuzată atât fizic, cât și psihic, și forțată să nască nouă copii, toții fiind luați cu forța de la ea și dați unor familii adoptive. După ce și-a înjughiat aparent mortal proxenetul, aceasta pleacă în căutarea celui mai mic dintre copiii săi fiind convinsă, după ce vede documentele de adopție, că Thea, copilul pentru care devine bonă, este propriul său copil.
Mama adoptivă a copilului devine suspicioasă în ciuda sau poate tocmai datorită relației afective foarte puternice ce se creează între Irena și Thea.
În cele din urmă Irena este arestată, iar Thea refuză să mai mănânce dacă nu este hrănită de către Irena. Se efectuează un test ADN ce stabilește că Thea nu este fiica Irenei, însă la ieșirea din închisoare, peste aproximativ 15 ani, Thea o așteaptă pe Irena.

## Distribuția
- Kseniya Rappoport - Irena
- Michele Placido - Mold
- Claudia Gerini - Valeria Adacher
- Piera Degli Esposti - Gina
- Alessandro Haber - Porter
- Clara Dossena - Thea Adacher
- Ángela Molina - Lucrezia
- Margherita Buy - Avocatul Irenei
- Pierfrancesco Favino - Donato Adacher
- Nicola Di Pinto - Iubitul Irenei
- Paolo Elmo - Nello
- Simona Nobili - Agent de poliție
- Elisa Morucci - Chelnerița
- Giulia Di Quilio - Secretara
- Pino Calabrese - Magistrat

## Premii și nominalizări
- Premiile David di Donatello (Italia)
  - Câștigător: David di Donatello Cea mai bună actriță în rol principal (Kseniya Rappoport)
  - Câștigător: Cea mai bună imagine (Fabio Zamarion)
  - Câștigător: Cea mai bună regie (Giuseppe Tornatore)
  - Câștigător: Cel mai bun film
  - Câștigător: Cea mai bună coloană sonoră (Ennio Morricone)
  - Nominalizat: Cel mai bun actor în rolul principal (Michele Placido)
  - Nominalizat: Cele mai bune costume (Nicoletta Ercole)
  - Nominalizat: Cel mai bun montaj (Massimo Quaglia)
  - Nominalizat: Cea mai bună producție
  - Nominalizat: Cele mai bune decoruri (Tonino Zera)
  - Nominalizat: Cel mai bun scenariu (Francesco Tornatore)
  - Nominalizat: Cel mai bun sunet (Gilberto Martinelli)

- Premiile Academiei Europene de Film
  - Câștigător: Premiul publicului pentru cel mai bun film (Giuseppe Tornatore)
  - Nominalizat: Cea mai bună actriță într-un rol principal (Kseniya Rappoport)
  - Nominalizat: Cea mai bună imagine (Fabio Zamarion)
  - Nominalizat: Cea mai bună regie (Giuseppe Tornatore)

- Festivalul Internațional de Film de la Moscova (Rusia)
  - Câștigător: Premiul publicului (Giuseppe Tornatore; la egalitate cu Molière (film))
  - Câștigător: Premiul Silver St. George pentru cea mai bună regie (Giuseppe Tornatore)
  - Nominalizat: Premiul Golden St. George (Giuseppe Tornatore)

- Festivalul Internațional Film al Norvegiei (Norvegia) 
  - Câștigător: Premiul publicului (Giuseppe Tornatore)